# 1805 w sztukach plastycznych
Wydarzenia w sztukach plastycznych i wizualnych w 1805 roku.

## Urodzeni
- 14 stycznia - Carlo Marochetti (zm. 1867), francuski rzeźbiarz
- 22 stycznia - José Domínguez Bécquer (zm. 1841), hiszpański malarz
- 27 stycznia - Samuel Palmer (zm. 1881), angielski malarz, grafik i pisarz
- 26 lutego - Rudolf Freitag (zm. 1890), niemiecki rzeźbiarz, kolekcjoner sztuki i pedagog
- 10 kwietnia - Elizabeth Twining (zm. 1889), brytyjska malarka, ilustratorka i botaniczka
- 20 kwietnia - Franz Xaver Winterhalter (zm. 1873), niemiecki malarz i litograf
- 22 kwietnia - Eugène Devéria (zm. 1865), francuski malarz
- 24 maja - Peter Clodt von Jürgensburg (zm. 1867), rosyjski rzeźbiarz
- 23 października - Adalbert Stifter (zm. 1868), austriacki malarz i pisarz
- Tadeusz Łukaszewicz (zm. w XIX wieku), polski  malarz

## Zmarli
- 13 lutego - Pietro Labruzzi (ur. 1738), włoski malarz
- 4 marca - Jean-Baptiste Greuze (ur. 1725), francuski malarz
- 13 maja - Fiedot Szubin (ur. 1740), rosyjski rzeźbiarz
- 24 listopada - Wilhelm Böttner (ur. 1752), niemiecki malarz